# Thomas Swaneskog
Thomas Svaneskog, född 3 november 1829 i Krubbenäs, Svanskogs socken, Värmlands län, (i Måssegården Gaterud Svanskog enl hfl AI:11 sid 308), död 14 februari 1877 i Jakob och Johannes församling, Stockholm, var en svensk målare tecknare och dekorationsmålare och porträttör.
Hans föräldrar var brukaren Lars Larsson och hans hustru Maria Andersdotter. Han var gift med Lovisa Ringström (enl SDB var han ogift).
Svaneskog studerade vid Konstakademien i Stockholm 1847 och 1849-1850 och enligt en mantalsuppgift nämns han som elev där 1862. Hans konst består av porträtt och bland hans kända arbeten finns några porträtteckningar i svart och färgkrita av Therése Willborg gift Schersten och en gosse Taube.